# Kauza Síť
Kauza Síť (rusky Дело «Сети») je případ údajné teroristické skupiny, jejíchž sedm členů bylo 10. února 2020 ruským vojenským soudem odsouzeno k trestům od 6 do 18 let vězení. Jeden další údajný člen skupiny byl již předtím odsouzen ke třem letům, několik členů k 15. únoru 2020 ještě na rozsudek čeká. Obžalovaní i svědek byli k výpovědím donuceni mučením elektrickým proudem. Podle verze nezávislých novinářů byl případ proti mladým levicovým  antifašistům vykonstruován. Protestní petice, kterou podepsalo již téměř tisíc vědců a novinářů, o případu říká: „Všechno, co víme o takzvané kauze Síť, poukazuje na fakt, že byla totálně zfalšována. Nezakrytě nespravedlivý rozsudek svědčí o úplné paralýze nezávislého soudnictví v naší zemi. Na rozdíl od vymyšlených ‚teroristických činů‘, které údajně ‚plánovali naplánovat‘ odsouzení, je verdikt v kauze Síť skutečným teroristickým činem, který zasazuje krutou ránu základům ruské státnosti.“